# なぞなぞ (グリム童話)
なぞなぞ（Das Rätsel, KHM 22）は、『グリム童話集』に収録されている作品である。

## あらすじ
ある国の王女が、自分に解けない謎を出した者と結婚すると布告していた。その代わり、王女がその謎を解いたら求婚者は首をはねられる。
10人目の求婚者である王子は王女に「ある人が、1人も殺さずに12人殺した」とは何か、という謎を出す。この謎は王子が王女のもとへ来るまでに体験した出来事を下敷きにしている。
この王子は旅の道中にある宿屋の老婆から毒の入った飲み物を渡されたが、その飲み物のかかった馬が落命する。この馬を食べたカラスを人殺しの悪党12人が食べて死んでしまった。これらの出来事が謎の正体である。
謎の解けない王女はコートを着込み、身分を隠して王子を訪れる。王子から答えを聞き出すが、コートは奪われてしまう。その翌朝、王女は謎を答えるが、王子が奪ったコートから策略を用いたことが発覚する。
最終的に王女はこの王子と結婚する。